# بعد مصغر
البعد المصغر هو مفهوم في نظرية التضخم، اقترحه آلان غوث. إنه يعرف عالمًا يشبه العالم الذي يحتوي على الكون الذي يمكن أدراكه على أنه واحد فقط من العديد من مناطق التضخم.
عالم الفيزياء الفلكية جان لوك لينرز، من مركز برينستون للعلوم النظرية، جادل بأن الكون التضخمي ينتج عنه أبعاد. في مجلة 2012، كتب لينرز عن كيف يمكن أن تظهر الأبعاد المصغرة كنتيجة للتضخم الأبدي. يمكن لآليات التضخم داخل الابعاد المصغرة هذه أن تعمل بطريقة متنوعة، مثل التضخم البطيء، تخضع لدورات التطور الكوني، أو تشبه نشأة الجليل أو سيناريوهات الكون «الناشئة» الأخرى. يحاول لينرز أكتشاف أيٍّ من هذه الأنواع من الأكوان هي التي نعيش فيها، وكيف يعتمد ذلك على قياس تنظيم اللانهائيات الملازمة للتضخم الأبدي.
لكن، يواصل لينرز، «مقترحات التدبير الرائد الحالية — وهي تحديداً قطع مخروط الضوء العالمي ونظيره المحلي، ومقياس الماس السببي — وكذلك المقترحات ذات الصلة الوثيقة، تتوقع جميعًا أننا يجب أن نعيش في بعد مصغر يبدأ مع معدل هابل صغير، وبالتالي يفضل النماذج الطارئة ودورية.» ويضيف لينرز، بجدية، «إن الابعاد المصغرة التي تخضع للدورات مفضلة أكثر، لأنها تنتج ظروفًا صالحة للسكن مرارًا وتكرارًا داخل كل بعد.»